# Barranco de Badajoz

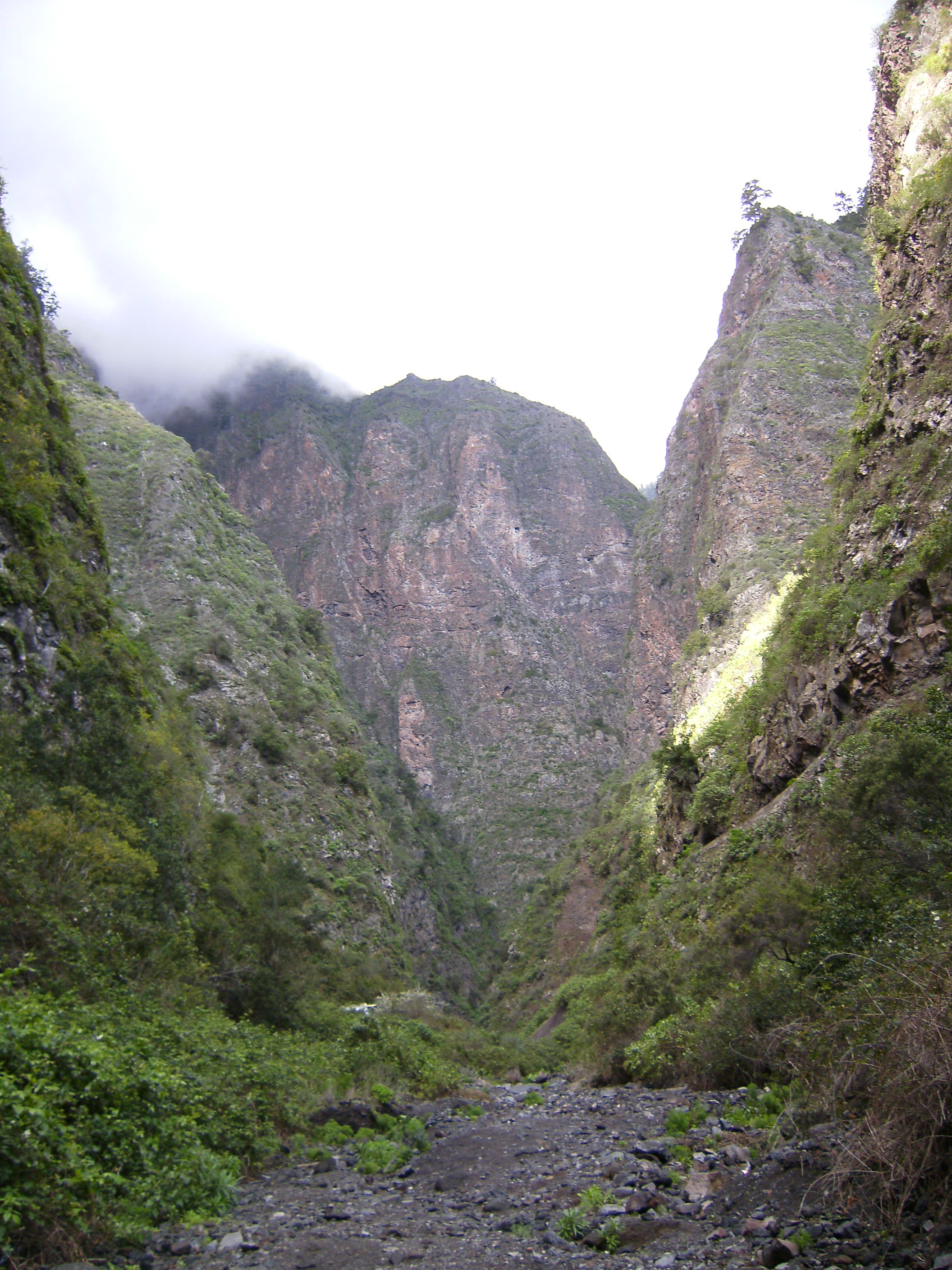
Barranco de Badajoz

Barranco de Badajoz ist eine Schlucht im Südosten der Insel Teneriffa (Kanarische Inseln, Spanien) in der Gemeinde Güímar.
Die Schlucht ist seit der Guanchen-Zeit bewohnt und wurde nach der Ankunft der kastilischen Eroberer vom letzten Guanchen-König von Güímar, Añaterve, 1496 an die kastilischen Truppen abgetreten. Die Guanchen nannten die Schlucht Chamoco. Die Schlucht ist Fundort von Kanarischen Mumien.
Die Schlucht ist in Spanien aufgrund von Berichten über paranormale Phänomene bekannt, die vom Auftreten von Lichtern, UFO-Sichtungen und seltsamen Kreaturen und satanischen Ritualen bis zu Erscheinungen von Engeln reichen.